# 1239
Година 1239 (MCCXXXIX) била је проста година која је почела у суботу.

## Догађаји
- Википедија:Непознат датум — Пред Фридриховим успесима папа је преузео улогу заштитника комуна и оптужио је Фридриха да је доделио наслов сардинијског краља незаконитом сину Енцу. Енцо се оженио Аделасијом, удовицом Убалда Висконтија. Због тога је Гргур IX опет екскомуницирао цара.
- 20. март — Папа Гргур IX екскомуницирао Фридриха II, цара Светог римског царства.
- 18. октобар — Опсада Черњигова (1239)

### Децембар
- Википедија:Непознат датум — Фридрих II, цар Светог римског царства спровео опсаду Фаенце.
- Википедија:Непознат датум — Монголи су напали Тибет и уништавали будистичке манастире.
- Википедија:Непознат датум — Крсташки рат 1239.

## Рођења

### Април
- 17. јун — краљ Едвард I Плантагенет

### Децембар
- Википедија:Непознат датум — Пере III од Арагона
- Википедија:Непознат датум — Ипен, јапански монах